# Dragora GNU/Linux

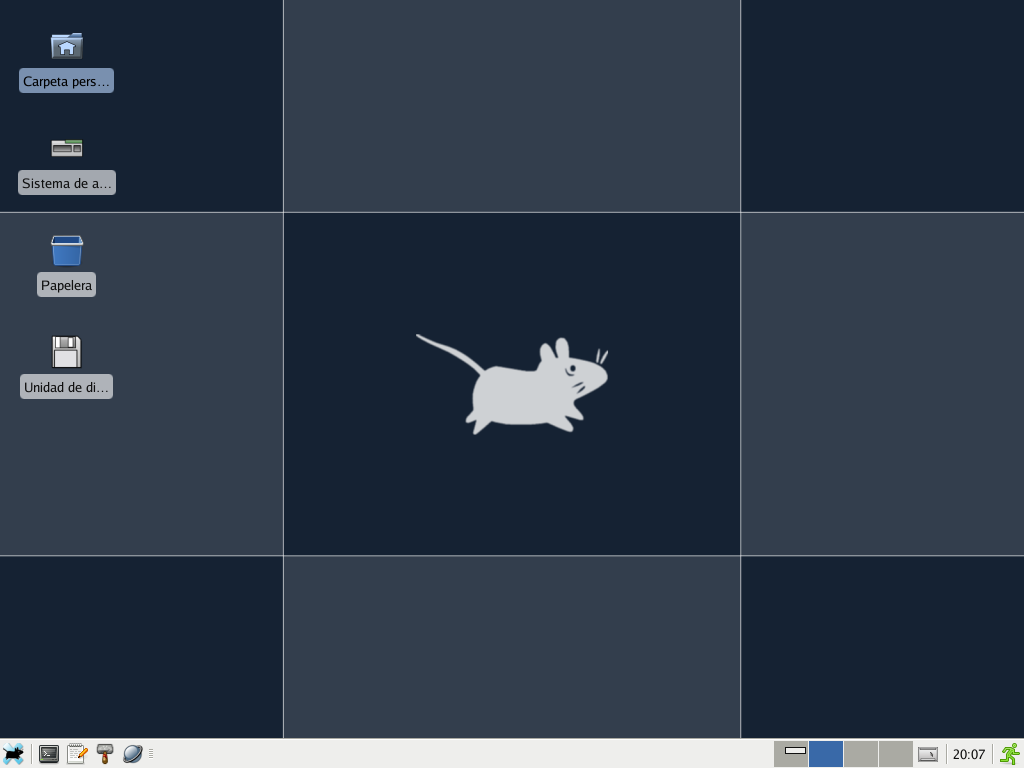
Dragora Desktop.

O projeto Dragora é uma distribuição GNU/Linux-libre feita por voluntários, semelhante ao Unix. 